# Zhou Xiaolan
Zhou Xiaolan (em chinês:  周晓兰; Nanquim, 9 de outubro de 1957) é uma ex-jogadora de voleibol da China que competiu nos Jogos Olímpicos de 1984.
Em 1984, ela fez parte da equipe chinesa que conquistou a medalha de ouro no torneio olímpico.